# Royaume de Savalou
 (mars 2012).
Pour le Dahomey indépendant de 1960-1975, voir République du Dahomey.

Dahomey, actuel Bénin

Le royaume de Savalou, fondé au début du XVIIe siècle par le roi Soha Gbaguidi Ier, s’étendait sur un territoire correspondant approximativement à la moitié Ouest du département des Collines, au centre de l’actuelle république du Bénin, comprenant la ville de Savalou.

## Fondation
En raison de querelles familiales de succession, Dessou Atolou, chasseur d’ethnie Houéda tue son frère et quitte son village Mitogbodji près de Sègbohouè, sur les bords du lac Ahémé (Sud-Ouest du Bénin) pour aller s’installer dans le village de Damè en pays Fon. Il rentre en grâce avec Ligbo, chef du village, dont il épouse la fille. De cette union naît Agba Rhako. 
Ligbo meurt et pour lui succéder, on décide de choisir celui qui réussira à dompter un buffle et lui monter dessus. Rhako réussit l’épreuve, devient chef du village et se fait surnommer So-ha (c'est-à-dire « qui dompte le buffle »).[réf. nécessaire].
Avec ses administrés, il ira s’installer à Houawé près de Bohicon. À force de guerroyer contre les localités de la région, il finit par imposer son autorité à ces populations majoritairement Nago qui le surnomment alors Oba-Guidi, c’est-à-dire « chef véritable » ; surnom qui se déformera en Gbaguidi au fil du temps. Il entretient des relations de bon voisinage avec Do-Aklin, un autre chef de la région. À la mort de ce dernier, ses fils Gangni-Hessou puis Dako-Donou lui succèdent et supportent de moins en moins l’influence grandissante de Soha Oba-Guidi. Dako-Donou soumet par la force toutes les chefferies de la région de Houawé.
Soha n’ayant pas les moyens de résister à Dako-Donou, migre à nouveau vers le nord avec ses hommes, pour s’établir dans la région de Honhoungo à 80 kilomètres au nord de Houawé, près du populeux village nago Tchébélou construit sur une colline.
Soha Gbaguidi entreprend de conquérir ce village et sur le conseil d’un ami, usa d’une ruse pour y parvenir. Il fait attacher des pailles enflammées aux pattes de plusieurs pigeons qui sont envoyés se poser sur les toits en pailles des cases de Tchébélou qui brûlent alors. 
Soha propose au chef Yorouba de Tchébélou l’aide de ses hommes pour reconstruire son village. Celui-ci accepte et organise un banquet de gratitude pour lancer les travaux de reconstruction. Soha fait dissimuler des armes dans les bottes de pailles censées servir à la reconstruction de Tchébélou et emmène ses hommes se joindre à la population de Tchébélou pour les travaux. Le banquet inaugural terminé, au signal de Soha, ses hommes sortent leurs armes et massacrent la population de Tchébélou[réf. nécessaire]. Le village vidé de ses habitants morts ou en fuite, Soha s’installe avec ses hommes au pied de la colline et y fonda la capitale de son futur royaume qu’il baptisa Sa-Avalou ou Savalou (Sa : amitié et Avalou : hommage) en hommage à l’amitié qui a permis cette conquête[réf. nécessaire].
Soha soumet les localités voisines de Doïssa, Ouèssè, Koutago, Zounzonkanmè et fonde le royaume de Savalou avec l'aide de cakpo:Capo ChiChi, un Homme humble et de par sa sagesse qui tissait des liens à travers son rôle d'hémisphère bouc (ambassadeur);le royaume connus paix et prospérité contre les envahisseurs.[réf. nécessaire].

## Relation avec les royaumes voisins
Le massacre des Yorubas de Tchébélou rend difficile les relations entre le royaume de Savalou dont les habitants sont d’origine Mahi de souche Houéda et ses voisins de l’Est : la chefferie de Dassa et le royaume de Savè peuplés de Yorubas. C’est pourtant le puissant voisin du Sud, le royaume d’Abomey, que craignent le plus, les premiers souverains de Savalou[réf. nécessaire].
En effet, jouissant d’une certaine indépendance à sa fondation, le royaume de Savalou n’a eu de cesse de subir des attaques répétées du royaume d’Abomey et y résiste vaillamment, plus d’un siècle durant. Le royaume d’Abomey finit par le vassaliser progressivement vers le milieu du XVIIIe siècle après la prise de la localité de Gbowèlè, au sud du royaume. À partir de cette époque, les souverains de Savalou sont tenus d’assister à toute manifestation importante à la Cour d’Abomey et sont intronisés avec l’aval du roi d’Abomey[réf. nécessaire]. 
C’est ainsi que le roi Kpingla d’Abomey déposa le roi Tchaou Aditi Gbaguidi II devenu aveugle, pour installer Baglo Gbaguidi III sur le trône de Savalou. Cette dépendance vis-à-vis du royaume d’Abomey ne prend fin qu’à la prise d’Abomey par les troupes françaises du général Alfred Dodds en décembre 1892. En 1894, le roi Zoundégla Gbaguidi VIII signe avec Pentel Horace, représentant le général Dodds, un traité qui place son royaume sous protectorat français[réf. nécessaire].

## Souverains
Au total, quatre régents et sept rois ont succédé à Soha Gbaguidi Ier sur le trône de Savalou jusqu’à la mise du royaume sous protectorat français par Zoundégla Gbaguidi VIII. Depuis lors, des rois se succèdent sur le trône avec l’aval du pouvoir colonial puis par consensus au sein des notables du royaume.
- 1557 – 1642 : Soha Gbaguidi Ier (fondateur)
- 1642 – 1657 : Adigli (régent)
- 1657 – 1700 : Betêtê Ava (régent)
- 1700 – 1722 : Gnahoui Kpoki (régent)
- 1722 – 1769 : Tchaou Gbaguidi II
- 1769 – 1794 : Baglo Gbaguidi III
- 1794 – 1804 : Djeïzo Gbaguidi IV
- 1804 – 1818 : Badébou Gbaguidi V
- 1818 – 1860 : Gougnisso Gbaguidi VI
- 1860 – 1878 : Lintonon Gbaguidi VII
- 1878 – 1901 : Zoundégla Gbaguidi VIII
- 1901 – 1928 : Goumoan Gbaguidi IX
- 1928 – 1937 : Bahinnou Gbaguidi X
- 1937 – 1983 : Gandigbé Gbaguidi XI
- 1983 – 2002 : Houessolin Gbaguidi XII
- 2002 – 2006 : (vacant)
- 2006 – 2014 : Tossoh Gbaguidi XIII
- 2015 - 2022 : Gandjègni Awoyo Gbaguidi XIV
- 2022 - ....Dada Ganfon Gbaguidi XV